# Helene Bubrowski

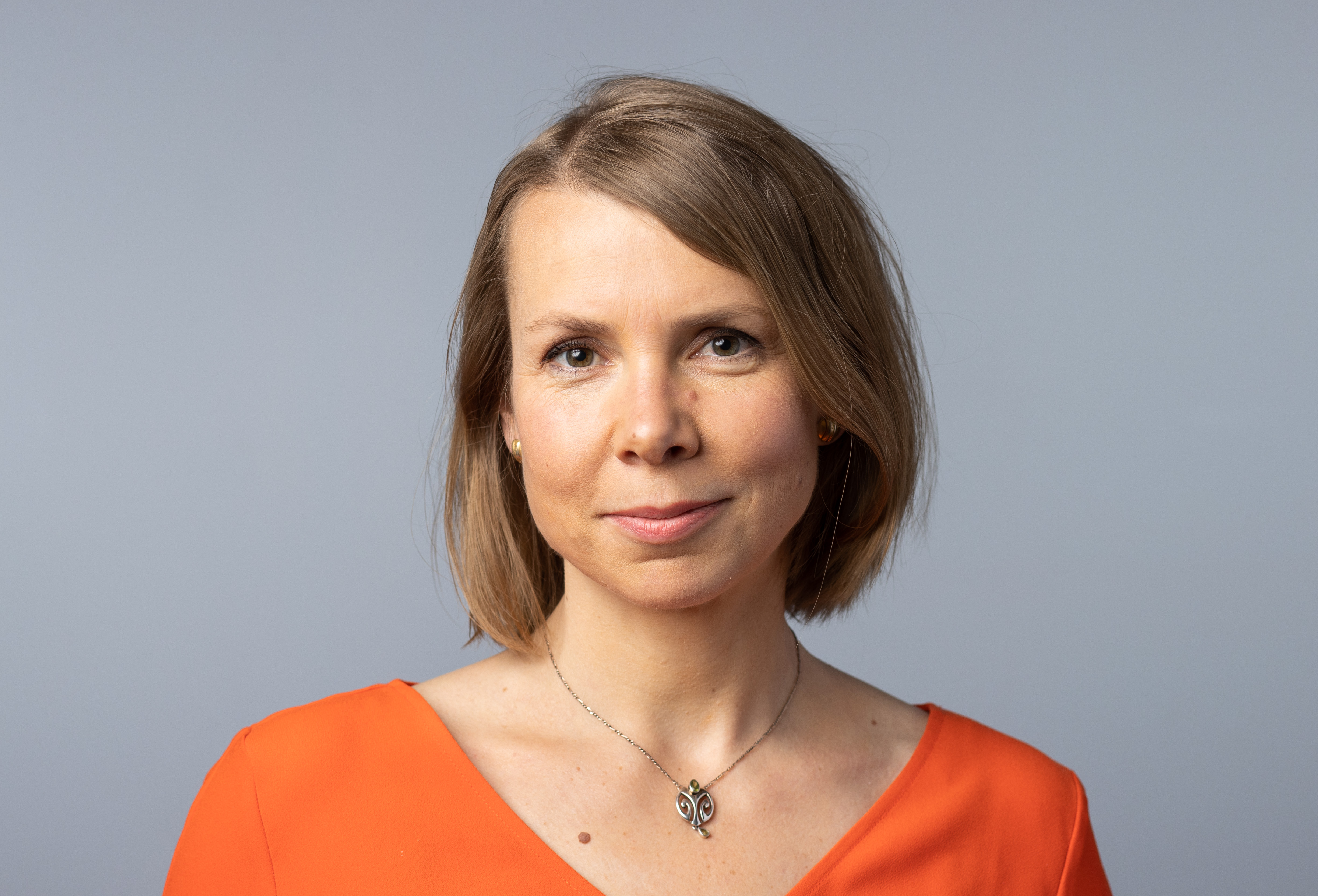
Helene Bubrowski, 2022

Helene Bubrowski (* 10. August 1981 in Hamburg) ist eine deutsche Journalistin und Juristin.

## Leben und Wirken
Helene Bubrowski ist das Kind von Elke Bubrowski und dem Literaturwissenschaftler und Gymnasiallehrer Ulrich Bubrowski. Nach einem freiwilligen sozialen Jahr in Bolivien studierte sie Rechtswissenschaften in Köln und Paris und schloss 2006 mit dem Maîtrise en droit ab. 2008 legte Bubrowski das Erste Staatsexamen ab.
Als Stipendiatin der Studienstiftung des deutschen Volkes promovierte sie über Internationale Investitionsschiedsverfahren und nationale Gerichte in Völkerrecht.
Nach einem Forschungsaufenthalt an der McGill University in Montreal absolvierte Bubrowski das Rechtsreferendariat am Kammergericht Berlin. Sie war unter anderem im Bundesjustizministerium und in der Europäischen Kommission in Brüssel tätig.
Nach dem Zweiten Staatsexamen trat sie im Januar 2013 in die politische Nachrichtenredaktion der Frankfurter Allgemeinen Zeitung ein. Ab August 2018 war sie Korrespondentin in der Parlamentsredaktion der Zeitung in Berlin und für Innen- und Rechtspolitik zuständig. Seit Januar 2024 ist sie stellvertretende Chefredakteurin von Table Media und gemeinsam mit Michael Bröcker Podcast-Host des News-Podcasts Table.Today.
Helene Bubrowski ist verheiratet und Mutter.

## Auszeichnungen
Helene Bubrowski wurde im Jahr 2024 für ihren Kommentar Frohes neues Jahr, der in der Neujahrsausgabe der Frankfurter Allgemeinen Sonntagszeitung erschien, mit dem Theodor-Wolff-Preis in der Kategorie Meinung ausgezeichnet. In ihrem Beitrag plädiert sie für mehr Optimismus und kritisiert die mediale Fokussierung auf negative Nachrichten, was auch dazu beitrage, dass nur 16 Prozent der Deutschen glauben, in glücklichen Zeiten zu leben.

## Schriften
- Internationale Investitionsschiedsverfahren und nationale Gerichte. In: Jus Internationale et Europaeum. Nr. 79. Mohr Siebeck, Tübingen 2013, ISBN 978-3-16-152507-0, doi:10.1628/978-3-16-152507-0.
- Die Fehlbaren. Politiker zwischen Hochmut, Lüge und Unerbittlichkeit. dtv, München 2023, ISBN 978-3-423-28325-0.